# Chiesa della Santa Croce (Beverino)
La chiesa della Santa Croce è la parrocchiale di Castello, frazione del comune di Beverino, in provincia della Spezia e diocesi della Spezia-Sarzana-Brugnato; la chiesa è sede della parrocchia omonima nel vicariato della Bassa Val di Vara.

## Storia

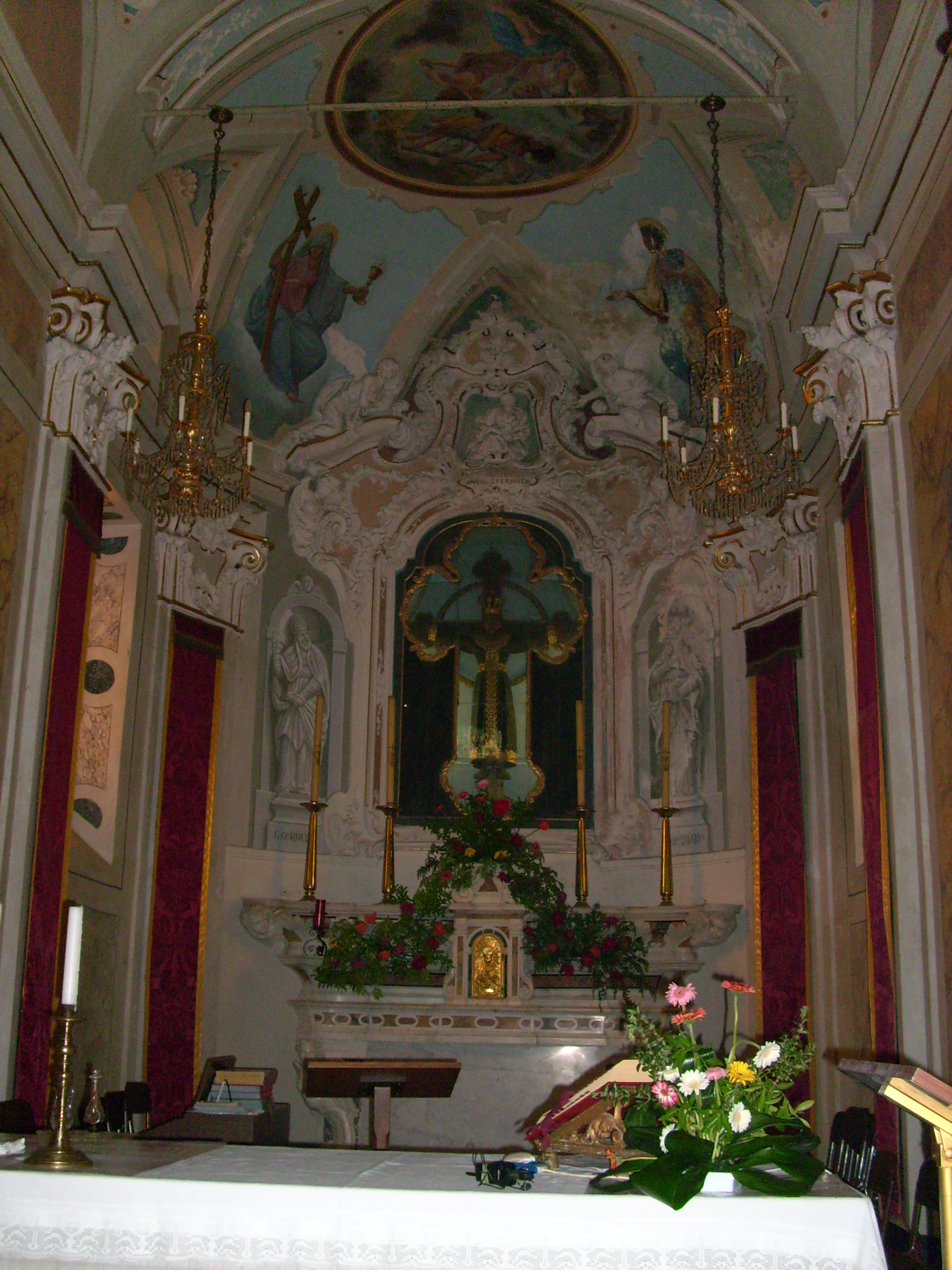
L'altare maggiore

La prima citazione della parrocchia di Beverino è da ricercarsi in un documento del 1292 in cui si legge che dipendeva dalla pieve di Vezzano Ligure.
Probabilmente l'originaria parrocchiale era la chiesa dei Santi Cornelio e Cipriano a San Cipriano e solo in un'epoca successiva la parrocchialità venne trasferita nella chiesa di Santa Croce in Castello, che era, all'epoca, in stile romanico.
L'Edificio Sacro venne edificato sulla base di un radicale rifacimento nel 1600 quando l'aula centrale era voltaica e venne edificata su base sinistra, separata dagli imponenti dei pilastri, dal resto della costruzione preesistente.
Sono ricevuto da una configurazione visibile risalente al periodo di rifacimento summenzionato costituito da cornici, modanature e lese dipinte con calci rosse o rosacee e avorio. Il risentono di alcuni interventi impropri del passato recente e hanno necessità di un recupero radicale.
L'antica pavimentazione era in ardesia con tozzetto in marmo bianco sagomato a fiore, come è ancora visibile nel presbiterio, mentre nelle navate venne sostituita nel 1930. L'antica trenta è nella riconformata della pavimentazione principale con l'utilizzo di marmette di cemento miste a graniglia.
Il manto di copertura era realizzato in lastre di ardesia, sostituito nel 1980.

## Descrizione
Il sacro edificio è caratterizzato da struttura portante verticale costituita da setti di muratura in pietrame, con strutture orizzontali voltate, realizzate in laterizio e pietrame e con copertura formata da struttura secondaria lignea posata sugli archi principali della volta e manto in ardesia. I prospetti esterni sono finiti ad intonaco. Struttura verticale portante costituita da archi in muratura e pietrame composta da elementi a spacco forzati con scaglie a cuneo. Le strutture orizzontali voltate realizzate anch'esse in laterizio e pietrame, intercalano la lunetta sugli altari e le bucature laterali come sull'abside. La copertura realizzata con struttura secondaria lignea posata direttamente sugli archi principali della volta. Schema planimetrico a forma rettangolare con due navate e abside unico a conclusione della navata principale. Tetto a due falde su ciascuno dei tre corpi del complesso parrocchiale. Il manto di copertura è in lastre di Ardesia. La pavimentazione è realizzata in quadretti di cemento con graniglia. Il presbiterio e l'abitazione dell'antica pavimentazione in Ardesia con tozzetto in marmo bianco sagomato a fiore. Si vede la vecchia configurazione con cornici, modanature e Lesene, trattate con calci dipinte di colore rosso, rosaceo e avorio. Gli sbalzi delle cornici orizzontali sono coperte da ardesie.
La facciata della chiesa è suddivisa da una cornice marcapiano in due registri, entrambi scanditi da lesene; quello inferiore presenta il portale d'ingresso, mentre in quello superiore, caratterizzato dal coronamento curvilineo, si apre una finestra.
La chiesa presenta la navata centrale con volta a botte ed una laterale sul lato sinistro; la prima termina nel presbiterio, a sua volta chiuso dell'abside; l'interno è decorato con lesene, modanature e cornici.

Dipendono dalla Parrocchia la Chiesa sussidiaria dei Santi Cornelio e Cipriano in località San Cipriano, la Chiesa di Nostra Signora della Misericordia in località Piano, detto anche della Madonna di Sanna e risalente al XVII secolo, l'Oratorio di San Rocco in località Borgo, l'Oratorio di Santa Maria di Betlemme in località Canevolivo, l'Oratorio dei Santi Fabiano e Sebastiano e l'Oratorio di Sant'Antonio di Padova in località Castagnarossa.